# Костел Різдва Пресвятої Діви Марії (Кобиловолоки)
Костел Різдва Пресвятої Діви Марії в Кобиловолоках — колишня римсько-католицька церква в селі Кобиловолоках Тернопільської области України.

## Відомості
- 1891 — за ініціативи янівського настоятеля о. Михаїла Ліци та коштам місцевих власників Дунін-Борковських споруджено та освячено філіальний мурований римсько-католицький храм із парафіяльним будинком. Також засновано парафіяльну експозитуру.
- 1902 — костел освятив архієпископ Йосиф Більчевський.
- 1925 — утворено самостійну парафію.
- 1926 — у стані руїни, попри те, що отримала офіру від Борковських.

У радянський період зачинений та використовувався як склад (від 1952). Нині — руйнується.

## Настоятелі
- о. Петро Тшнадель,
- о. Антоній Пшибильський,
- о. Зигмунт Гендзінський.